# Vickers A1E1 Independent
A1E1 «Independent» (в перекладі з англ. «Незалежний») — дослідний британський п'ятибаштовий важкий танк 1920-х років. Машина була створена фірмою «Віккерс» 1926 року з оглядкою на досвід французького важкого танка 2C, але завдяки більш раціональному компонуванню уникла ряду недоліків останнього. Озброєння розташовувалося в п'яти баштах. Розміщення всіх кулеметів у чотирьох однотипних башточках, згрупованих навколо головної башти кругового обстрілу з 47-мм гарматою, значно збільшувало гнучкість вогню та дозволяло націлити на один об'єкт як мінімум два кулемети й гармату.
Традиційно поширена думка, що «Independent» справив істотний вплив на створення радянського важкого танка Т-35, однак в архівних документах немає даних про те, що радянська комісія під керівництвом С. Гінзбурга під час свого перебування в Англії цікавилася цією машиною. Не виключено, що радянські конструктори прийшли до п'ятибаштової схеми самостійно, незалежно від їх англійських колег. Так чи інакше, A1E1 «Independent» не був прийнятий на озброєння і не пішов у серію, що зберігає за Т-35 лаври єдиного в світі серійного п'ятибаштового танка.

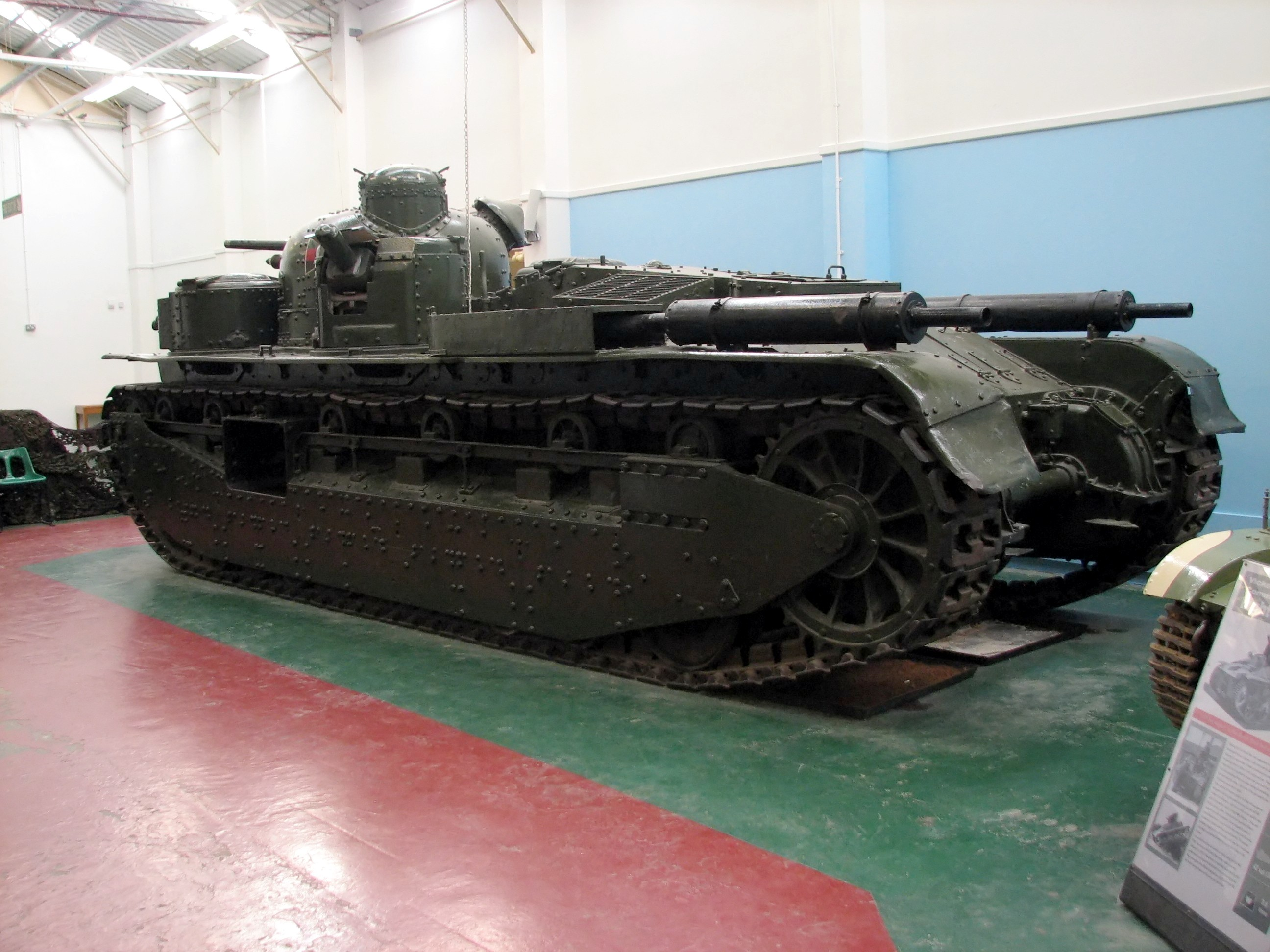

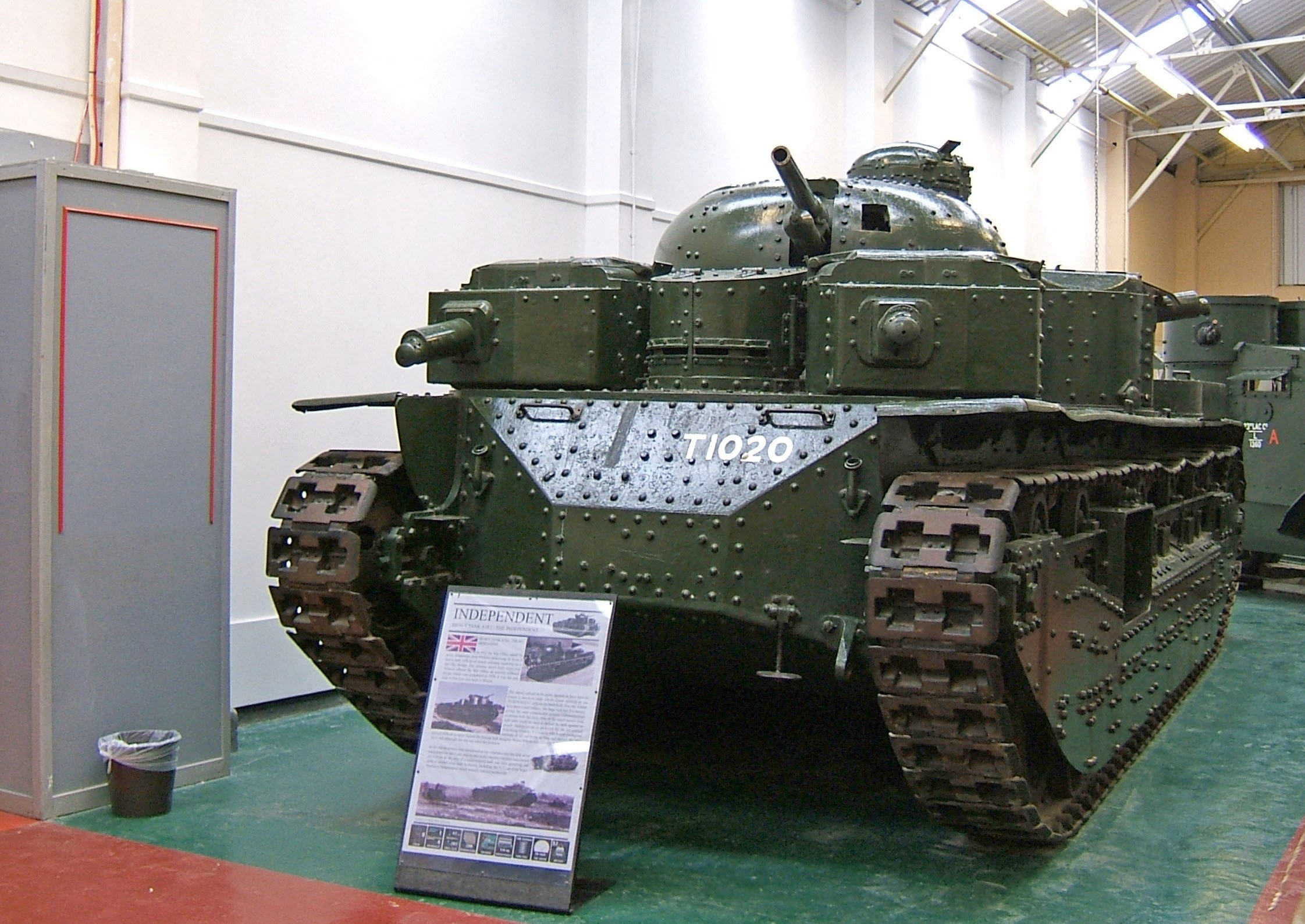
A1E1 «Independent» — «Незалежний».